# Antonovo
Antonovo (Bulgaars: Антоново) is een kleine stad in de  Bulgaarse oblast Targovisjte. De stad ligt op ongeveer 50 kilometer afstand van de stad Targovisjte.

## Geografie
De gemeente Antonovo is gelegen in het zuidwestelijke deel van de oblast Targovisjte. Met een oppervlakte van 478,775 vierkante kilometer neemt het de derde plaats in van de 5 gemeenten van de oblast, hetgeen overeenkomt met 17,67% van het grondgebied van de oblast. De grenzen zijn als volgt:
- het noorden - gemeente Popovo;
- het noordoosten - gemeente Targovisjte;
- het oosten - gemeente Omoertag;
- het zuidoosten - gemeente Kotel, oblast Sliven;
- het zuiden - gemeente Sliven in oblast Sliven en gemeente Elena, oblast Veliko Tarnovo;
- het westen - gemeente Zlataritsa en gemeente Strazjitsa, oblast Veliko Tarnovo.

## Plaatsen
- Stevrek - 367

## Bevolking
Op 31 december 2020 het stadje Antonovo slechts 1.398 inwoners, een daling ten opzichte van 1.582 inwoners in 2011. De gemeente Antonovo telde in 2020 5.431 inwoners, ook een daling ten opzichte van 6.262 inwoners in 2011. Sinds 1946 is de bevolking van de regio drastisch afgenomen, vooral op het platteland. Zo daalde het inwonersaantal in de dorpen van 23.078 personen in 1946 tot een dieptepunt van 4.033 personen in 2020 (-83%). Het inwonertal van de stad Antonovo daalde van een record van 3.164 personen in 1934 naar 1.398 personen in 2020 (oftewel: -56%).

### Religie
De laatste volkstelling werd uitgevoerd in februari 2011 en was optioneel. Van de 6.262 inwoners reageerden er 5.368 op de volkstelling. Van deze 5.368 respondenten waren er 3.014 islamitisch (56%), terwijl 1.457 personen lid waren van de Bulgaars-Orthodoxe Kerk (27%). De rest van de bevolking had een andere geloofsovertuiging of was niet religieus. 
| Religieuze samenstelling in februari 2011 | Religieuze samenstelling in februari 2011 | Religieuze samenstelling in februari 2011 | Religieuze samenstelling in februari 2011 | Religieuze samenstelling in februari 2011 |
| ----------------------------------------- | ----------------------------------------- | ----------------------------------------- | ----------------------------------------- | ----------------------------------------- |
|                                           |                                           |                                           |                                           |                                           |
| Bulgaars-Orthodoxe Kerk                   | Bulgaars-Orthodoxe Kerk                   |                                           | 27,1%                                     | 27,1%                                     |
| Katholieke Kerk                           | Katholieke Kerk                           |                                           | 0,1%                                      | 0,1%                                      |
| Protestantisme                            | Protestantisme                            |                                           | 0,2%                                      | 0,2%                                      |
| Islam                                     | Islam                                     |                                           | 56,1%                                     | 56,1%                                     |
| Geen                                      | Geen                                      |                                           | 2,0%                                      | 2,0%                                      |
| Anders/ Onbekend                          | Anders/ Onbekend                          |                                           | 14,5%                                     | 14,5%                                     |

Bestuurlijk centrum: Targovisjte
 Antonovo · Omoertag  ·  Opaka  ·  Popovo · Targovisjte